# 이중 지급
이중 지급 또는 더블 스펜딩(Double-spending)은 동일한 단일 디지털 토큰이 두 번 이상 사용될 수 있는 디지털 현금 프로토콜의 근본적인 결함이다. 정보 공간의 특성으로 인해 물리적 공간(귀중한 물리적 자원 등)과 비교할 때 디지털 토큰(예: 파일)은 본질적으로 거의 무한히 복제되거나 위조 가능하므로, 그렇게 선언하지 않는 한 해당 토큰 자체의 소유권을 정의할 수 없다. 선택된 권위에 의해. 위조화폐와 마찬가지로 이러한 이중 지급은 이전에 존재하지 않았던 새로운 양의 복사화폐를 생성함으로써 인플레이션을 초래한다. 점점 더 풍부해지는 모든 자원과 마찬가지로 이는 다른 통화 단위나 상품에 비해 통화의 가치를 떨어뜨리고 통화의 유통 및 보유는 물론 사용자 신뢰를 감소시킨다.
거래의 익명성을 유지하면서 이중 지급을 방지하기 위한 기본 암호화 기술은 은닉 서명과 특히 오프라인 시스템의 비밀 분할을 위한 권한(따라서 중앙화)을 도입하는 것이다.